# Atlit
Atlit (עתלית) est une municipalité de type agricole fondée en 1903[réf. nécessaire] et située sur la côte méditerranéenne, au pied du mont Carmel, à 20 kilomètres au sud de Haïfa, en Israël.

## Géographie

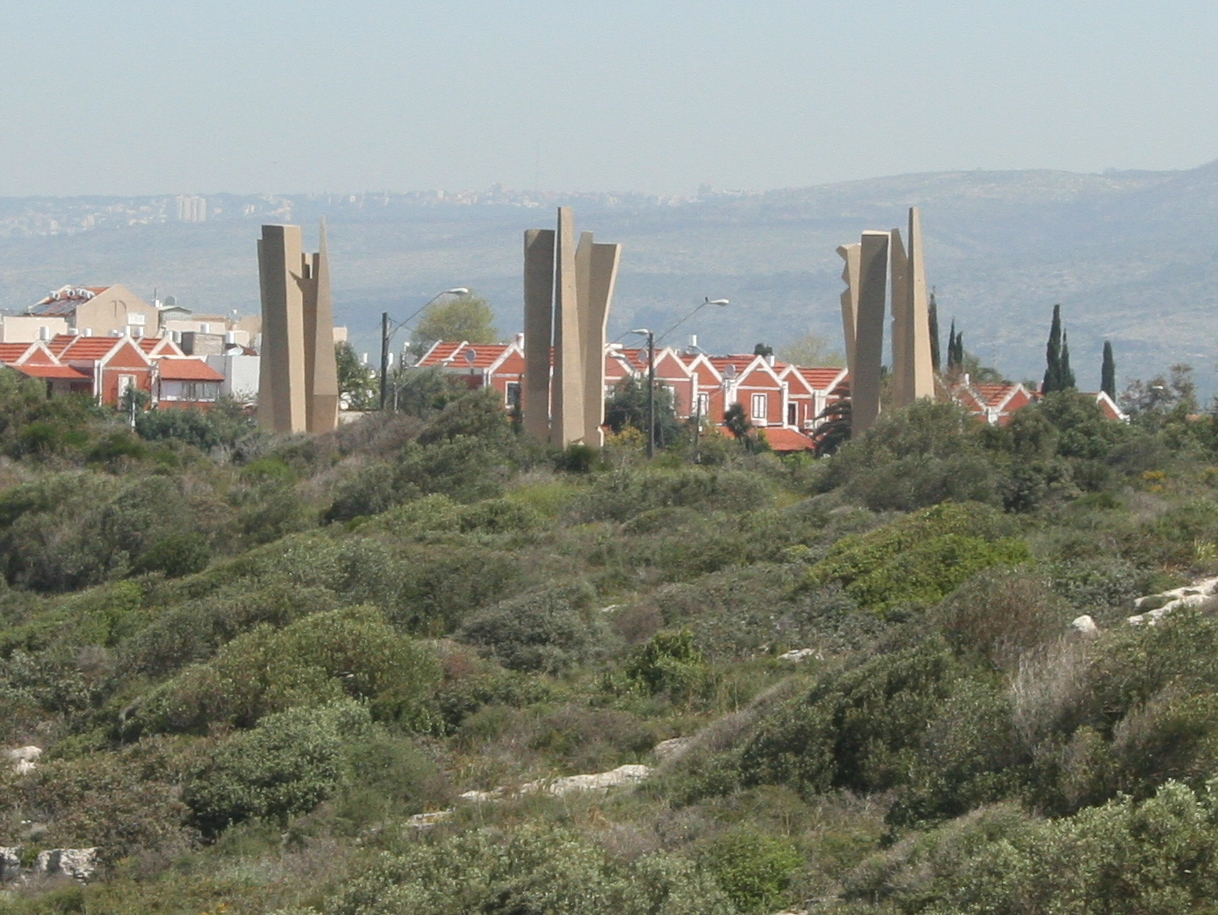
Mémorial de la guerre à Atlit et Hof ha-Carmel à l'arrière

Le village d’Atlit est situé à 12,5 km d’Haïfa, à une altitude moyenne de 25 m. Le village lui-même était installé sur une colline de grès.
Avant la Nakba, la propriété des terres était répartis entre Arabes pour 15 dounams, Juifs pour 5 262 et terres publiques pour 3806. Les Arabes cultivaient néanmoins 258 dounams et en utilisaient 3 500 autres ; les Juifs de leur côté cultivaient 4 400 dounams et utilisaient 700 dounams de terres incultes.
Les différentes quartiers contemporains à Atlit sont Neve Moshe, Yamit, Giv'at Haprahim, Giv'at HaBrekhot, Giv'at Sharon, Shoshanat Hayam, HaGoren, Yafe Nof, Argaman, Hofit, Savyonei Atlitet Allon. 
Atlit est à proximité immédiate du village de Neve Yam et du kibboutz Ein Carmel.

## Histoire

### Préhistoire
Atlit Yam est un ancien village submergé du néolithique, situé au large de la côte de d'Atlit en Israël. Atlit Yam fournit la première preuve connue d'un système de subsistance agro-pastorale marine sur la côte levantine. À 3 km du village au nord-est, dans le Wadi Falah, une grotte a été fouillée et a montré des traces d’occupation au néolithique.
Les fouilles indiquent que le site était habité à l’Âge du fer, probablement par des Phéniciens. Les grottes de al-Wad, al-Tabun, al-Sukhul, à 3 km au sud-est du village, fouillées dans les années 1930, ont révélé des traces d’occupation préhistorique.
Un autre site proche du village a été occupé du IIe millénaire jusqu’au VIIe siècle.

### Antiquité
Le site proche du village est appelé Adarus ; il s’agit d’une colonie de la ville phénicienne de Sidon. Une colonie de mercenaires grecs avec des femmes égyptiennes et autochtones s'installe à Atlit à l’époque perso-hellénistique (VIe au IIe siècle av. J.-C.). Une source grecque indique que le site est appelé Adarus, une colonie de Sidon.
Dans l’Itinéraire de Bordeaux, le pèlerin de Bordeaux précise que la ville est connue en latin sous le nom de Certa, en 333 après J.-C.

### Période islamique
La forteresse d’Atlit est appelée Al-Ahmar (la rouge).

### Croisades

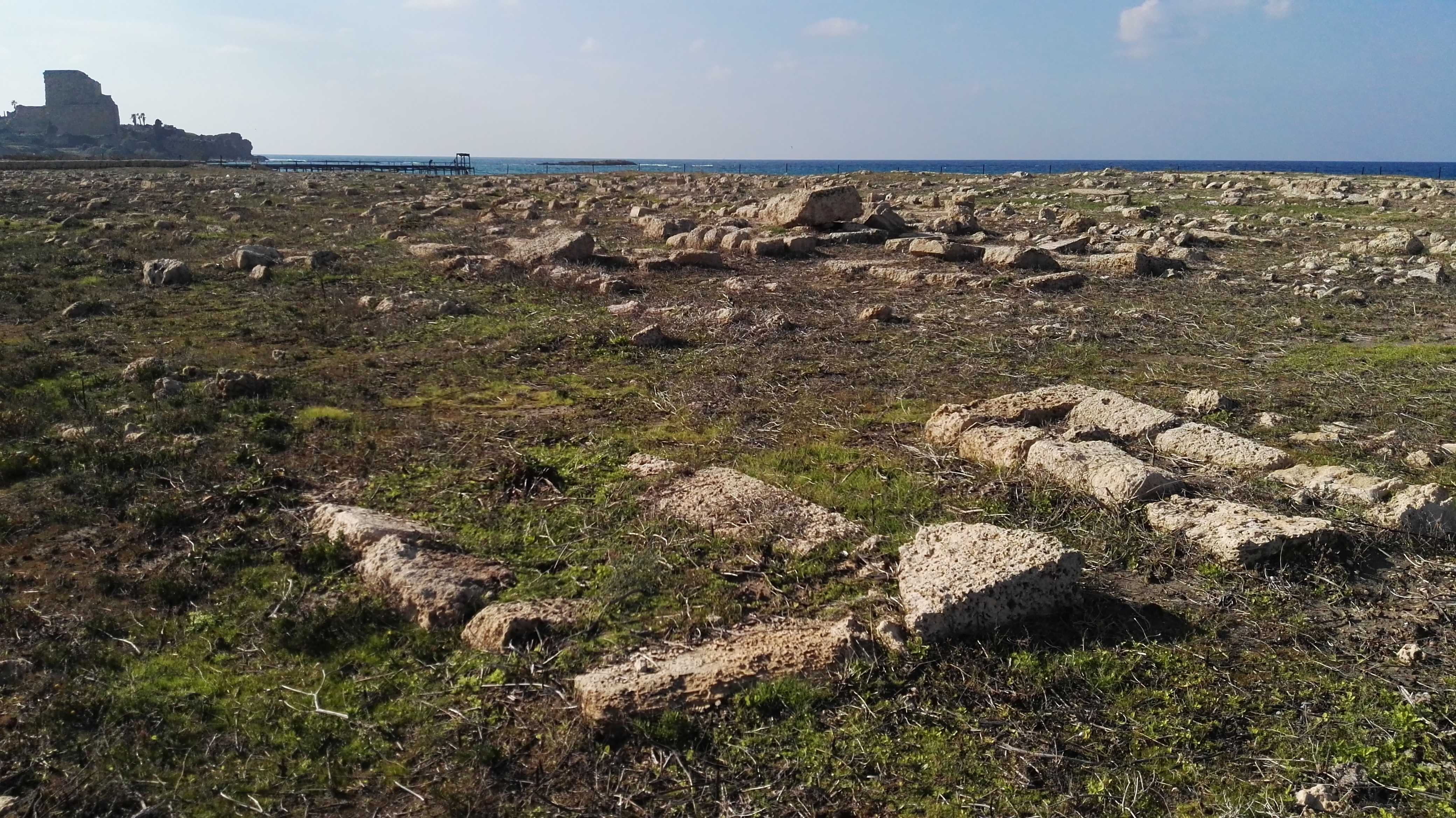
Cimetière du temps des croisades, sis au nord de château Pélerin.

Les Croisés construisent en 1217 le Château Pèlerin (Castellum Peregrinorum), l'une des plus grandes citadelles de la Terre Sainte et l'un des derniers avant-postes croisés restants, pour consolider les positions des croisés sur le littoral, résister aux assauts du sultan mamelouk Baybars en protégeant les convois et les pèlerins en provenance de Saint-Jean-d’Acre. Il sert d’auberge pour pèlerins chrétiens et de lieu de rassemblement pour les Croisés nouvellement arrivés ; le roi Louis IX y aurait séjourné. Le géographe arabe Yaqut al-Hamawi indique en 1228 que la forteresse est appelée al-Ahmar, ce qui veut dire « le Rouge ».
Atlit reste dans les mains des Croisés jusqu'en 1291, tout comme Saint-Jean-d’Acre qui est vaincue la même année. La forteresse d’Atlit est elle abandonnée. Les ruines de la citadelle sont encore visibles de nos jours, ainsi que le cimetière des croisés s'étendant sur 7 500 m2, dont les fouilles montrent qu'il était utilisé probablement par les Templiers de la forteresse, les populations aux alentours et les pèlerins,.

### Période mamelouk
En 1296, durant la période mamelouk du Caire, Atlit et ses environs voient s'établir les membres de la tribu Uwayrat, du peuple Tatar, un peuple turco-mongol,.

### Empire ottoman

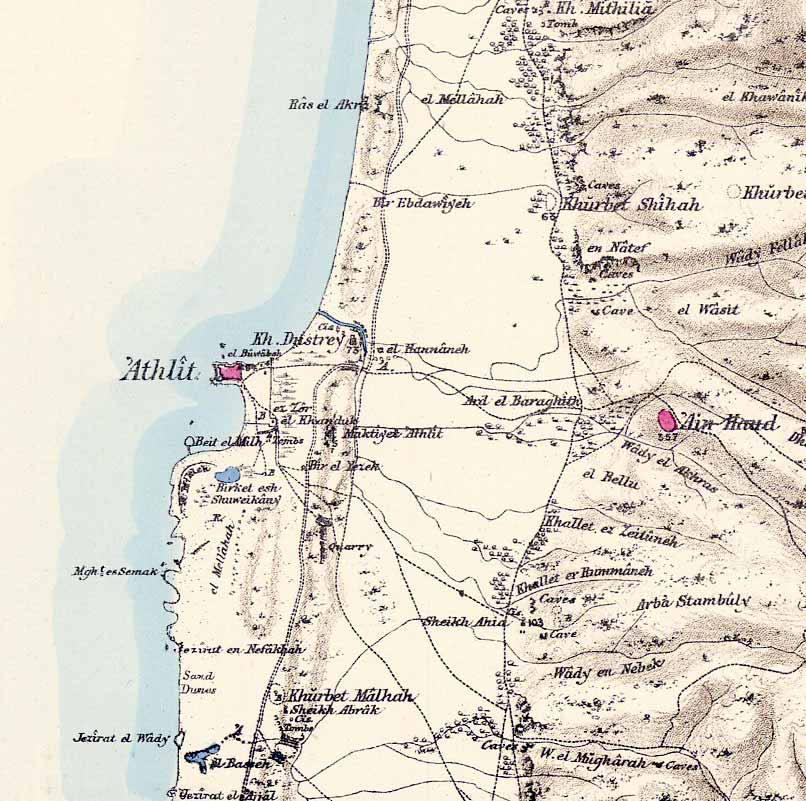
Plan d'Atlit, v. 1870

En 1596, au cours de la période ottomane qui a commencé en 1517, Atlit est enregistré comme une ferme dont les impôts sont payés au gouvernement turc.
Sous le gouvernorat d'Acre de Suleiman Pacha al-Adil, Atlit est le quartier général de caïd local Mashoud al-Madi qui est nommé (en) mutasallim (collecteur d'impôts) de la côte Atlit, territoire qui s'étendait d'(en)Umm Khalid (près des actuelles villes de Netanya et Tulkarem) jusqu'à Haïfa. 
Des pierres récupérées au château d'Atlit sont utilisées par el-Djazzar pour rénover la digue du XIIe siècle siècle de Saint-Jean-d'Acre. 
En 1799, durant la campagne d'Égypte et de Syrie, le village Atlit apparaît que sur la carte de Pierre Jacotin. 
Une inscription du cimetière musulman situé à l’est du château date de 1800.
En 1859, la population déclare « 180 âmes », travaillant le sol sur 13 feddans, selon le consul anglais Rogers. À l'est du château Pélerin, se trouve la trace d'une inscription arabe datant des années 1800 d'un ancien cimetière musulman.
Une liste ottomane de villages vers 1870 montre qu'el-Lidd se compose de 9 maisons et d'une population de 33 personnes, bien que ce nombre ne recense que les hommes,.  
En 1880, le voyageur Thomson indique qu'un village est construit à l'intérieur des ruines du village croisé.
En 1881, le Palestine Exploration Fund établit un Sondage de l'Ouest de la Palestine et note l'existence d'un petit village arabe, construit en adobe. Une liste de population vers 1887 montre qu'Athlit comprend environ 180 habitants, tous musulmans.

#### Démographie historique
|           | Population arabe musulmane | Population arabe chrétienne | Population juive | Population totale |
| 1922      | 84                         |                             | 78               | 162               |
| 1931      | 431                        | 39                          | 496              | 966               |
| 1938      | 508                        |                             | 224              | 732               |
| 1944/1945 | 150                        |                             | 510              | 660               |

#### Fondation du village juif

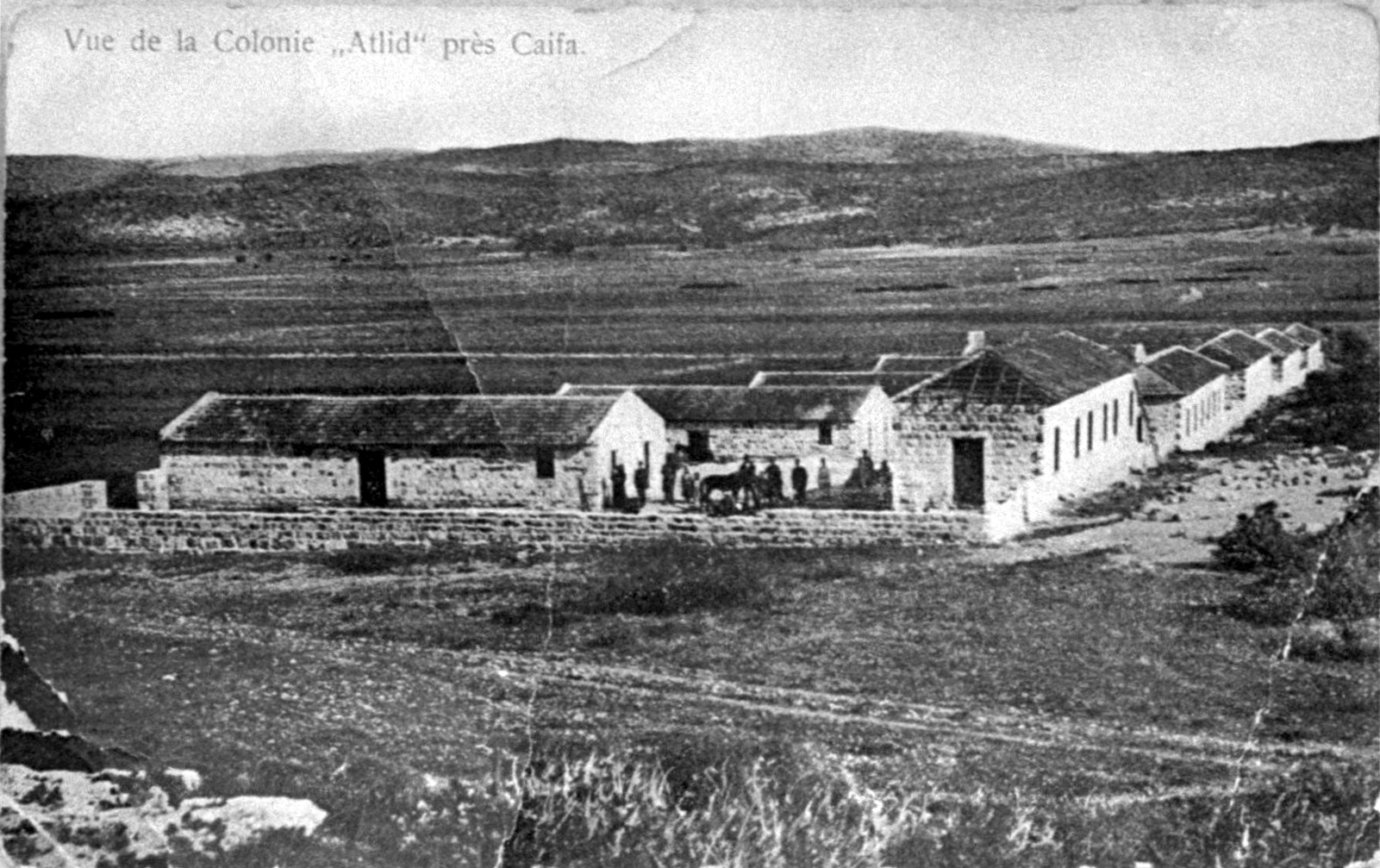
Colonie dAtlid sur les terres du baron de Rothschild, 1903

En 1903, des pionniers juifs construisent un petit village voisin qu’ils appellent également Atlit, en référence au château-fort médiéval de Atlit de l'époque croisée, rassemblant quelques maisons. Ce village est fondé sur les terres du baron Edmond James de Rothschild, pour la plupart achetées à des pêcheurs arabes qui avaient construit leurs cabanes parmi les ruines des croisés rachetées en 1899,.
Atlit est mentionnée de nouveau à l'époque des premières immigrations sionistes, à la suite de la construction de la station d'expérimentation agricole, fondée en 1910 par le botaniste et homme politique originaire de Zihron Yaakov, Aharon Aharonson, précurseur, en 1906, de l'exploitation du blé sauvage dans la région de Rosh Pina, dont le gouverneur de l'empire ottoman Djemal Pacha s'adjoint momentanément les services,. Aharonson est également l'un des fondateurs du groupe d'espionnage Nili, une organisation sioniste pro-britannique, qui s'engage au service des Britanniques à l'encontre des Turcs durant la Première Guerre mondiale,. La station d'expérimentation sert alors de base au réseau Nili et de point de communication avec les bateaux britanniques postés face à la plage de Atlit.
En 1917, les Turcs découvrent le réseau de manière fortuite : un pigeon voyageur, envoyé depuis la station d'expérimentation et à la patte duquel un message secret a été attaché, se pose malencontreusement dans la cour du gouverneur turc à Césarée.
Une entreprise palestinienne exploitait les marais salants, les Salins d'Atlit.

### Période du mandat britannique

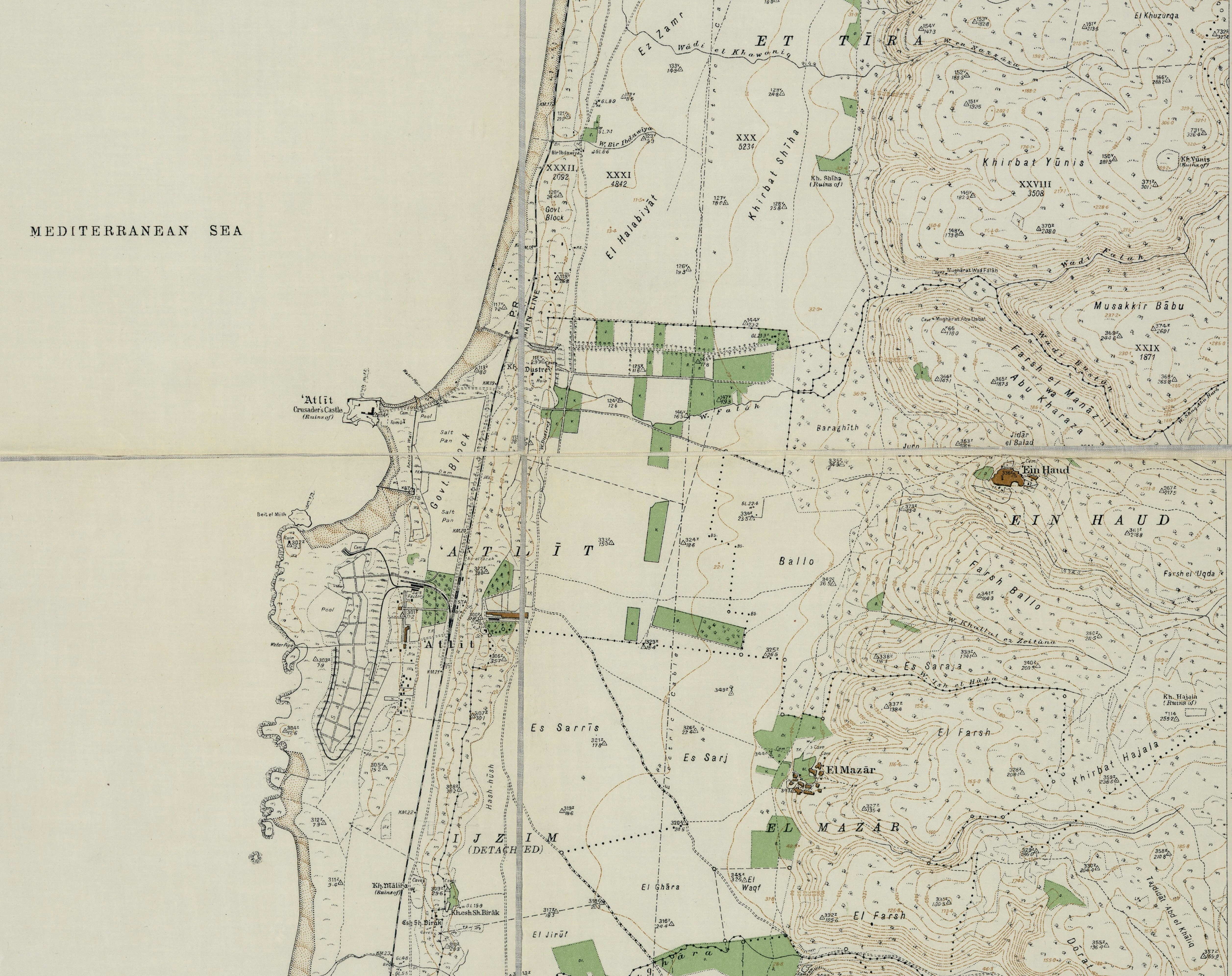
Plan d'Atlit, 1932.

Alors que la région est sous le contrôle des Britanniques, le recensement de la Palestine mandataire de 1922 montre qu'Athlit est composé d'une population de 81 personnes toutes musulmanes, alors que la colonie d'Athlit est constituée d'une population de 78 Juifs et 3 musulmans. À la demande des Juifs dont Mordechai Surdin et Israel Kassel, les autorités britanniques leur accordent en octobre 1921, le droit d'exploitation de sel de mer, Athlit Salt works, qui recense une population de 196 juifs, 1 musulman et 1 chrétien,,. La première récolte de sel de cette nouvelle entreprise 2 117 tonnes est réalisée en 1924. Pendant les vingt premières années de l'entreprise, la production à l'usine est basée sur le travail manuel avec seulement une mécanisation minimale - les machines électriques  ne seront installées qu'après l'indépendance d'Israël en 1948. Le succès économique attirant, la population d'Atlit augmente dans le recensement de 1931 à 496 Juifs, 413 musulmans et 39 chrétiens pour un total de 193 maisons.
Dans les années 1930, l’archéologue C. N. Johns fouille le château. Une gare ferroviaire est construite à proximité du village dans les années 1930. Elle sert au transport de passagers et de fret, notamment le sel extrait des marais salants. Elle est située sur la ligne Haïfa-Tel-Aviv et au terminus de la ligne de la vallée de Jezraël (en).
En 1938, y vivent 508 Arabes et 224 Juifs. La présence arabe subit une forte baisse dans les années 1940 en raison en partie de la vente de terrains aux Juifs pour accueillir les réfugiés d'Europe fuyant le nazisme et leurs camps de concentration, et pour une autre partie de leur expropriation plus tard par les Juifs, selon le nouvel historien Benny Morris qui n'explique pas totalement ce phénomène de dépopulation, de sorte que les statistiques de 1945 montrent que seulement 150 Arabes vivent toujours là, composés de 90 musulmans et 60 chrétiens, aux côtés de 510 Juifs,. Selon Ilan Pappé, la Haganah fait du château un centre d’entraînement pour ses jeunes recrues dans les années 1940.
A proximité du village est construit Newe Yam en 1939 par les migrants polonais ayant fui le nazisme.

#### Camp de détention

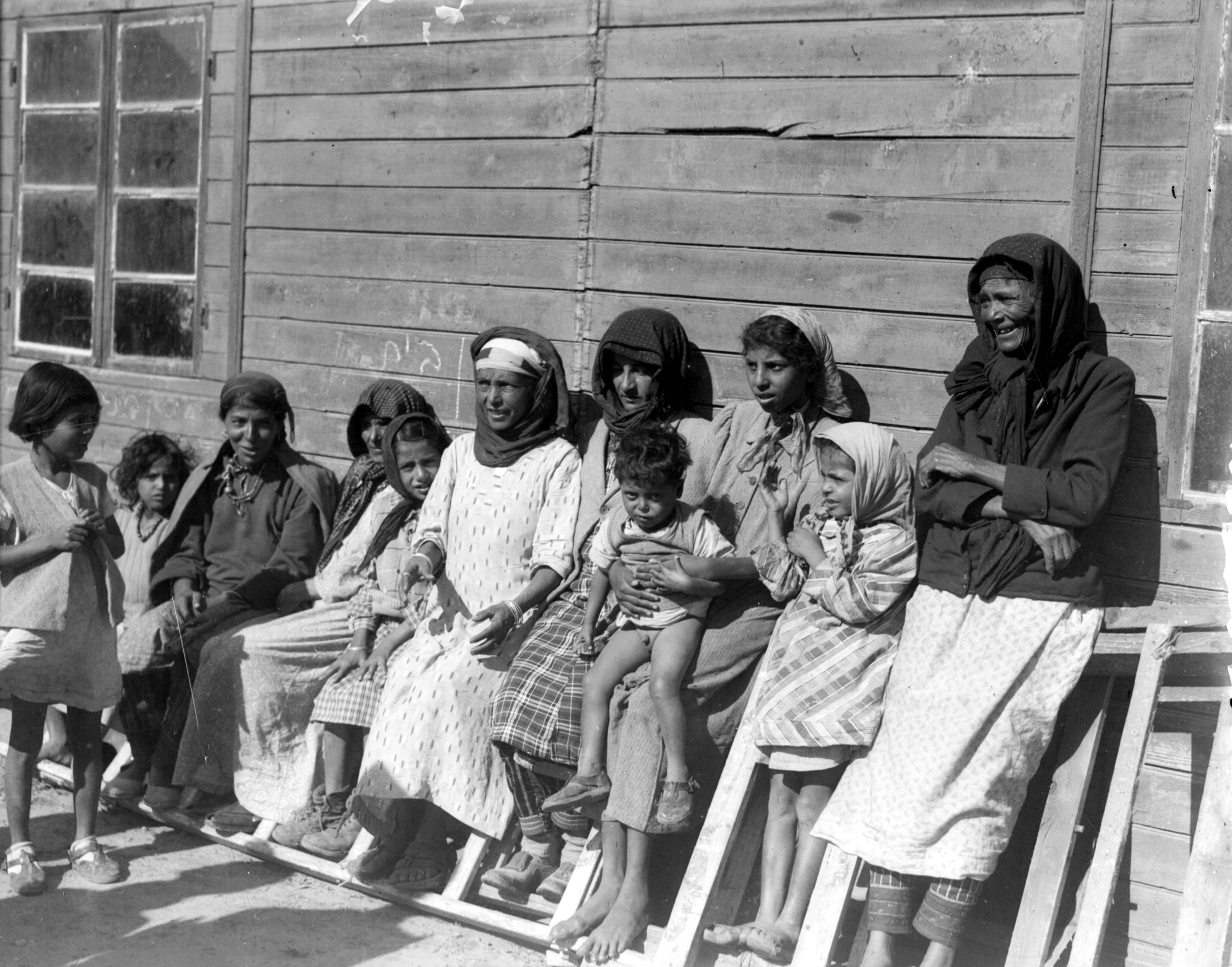
Nouvelles émigrantes yéménites détenues au camp d'Atlit, 1943

Atlit est également connue par le camp militaire britannique qui se tient aux abords de la ville et comprenant une prison. À l'époque de l'immigration illégale, entre 1934 et 1948 en Palestine mandataire, y sont incarcérés les réfugiés juifs appelés « mahapilim », arrêtés par les forces de contrôle navales anglaises pour les empêcher d'entrer en Palestine. Elles s'appuyaient sur le Livre Blanc de mai 1939 qui limitait l'autorisation à 75 000 migrants sur cinq ans,. Le camp avait une capacité de 1660 prisonniers. Plus de 122 000 personnes voulant sauver leur vie sont arrivées en Palestine malgré le blocus.
Des dizaines de milliers d'immigrants juifs[réf. nécessaire] sont donc internés dans ce camp qui était alors entouré de fil de fer barbelé et de miradors. Il se trouve dans ce qui est maintenant la côte nord d'Israël. 

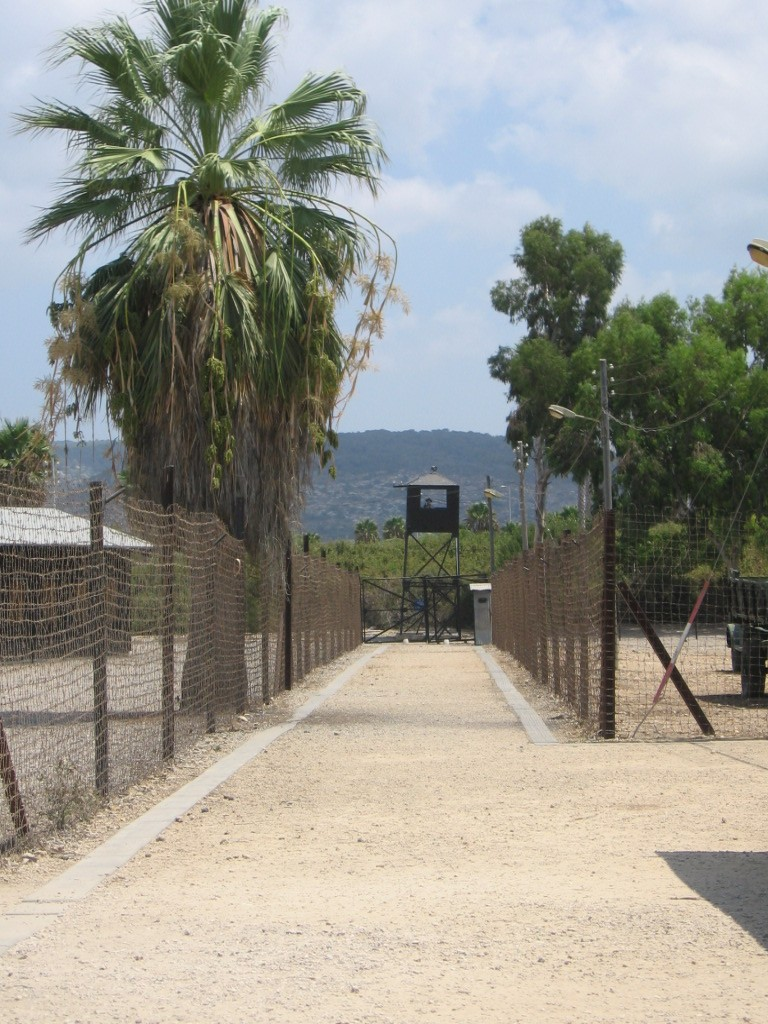
Entrée du camp de détention d'Atlit pour les immigrants juifs.

Le 10 octobre 1945, lors d'une opération d'incursion montée par le jeune Yitzhak Rabin, la Hagana libère l'ensemble des 200 prisonniers et les cache dans la population de Haïfa à quelques kilomètres.

### Guerre de Palestine

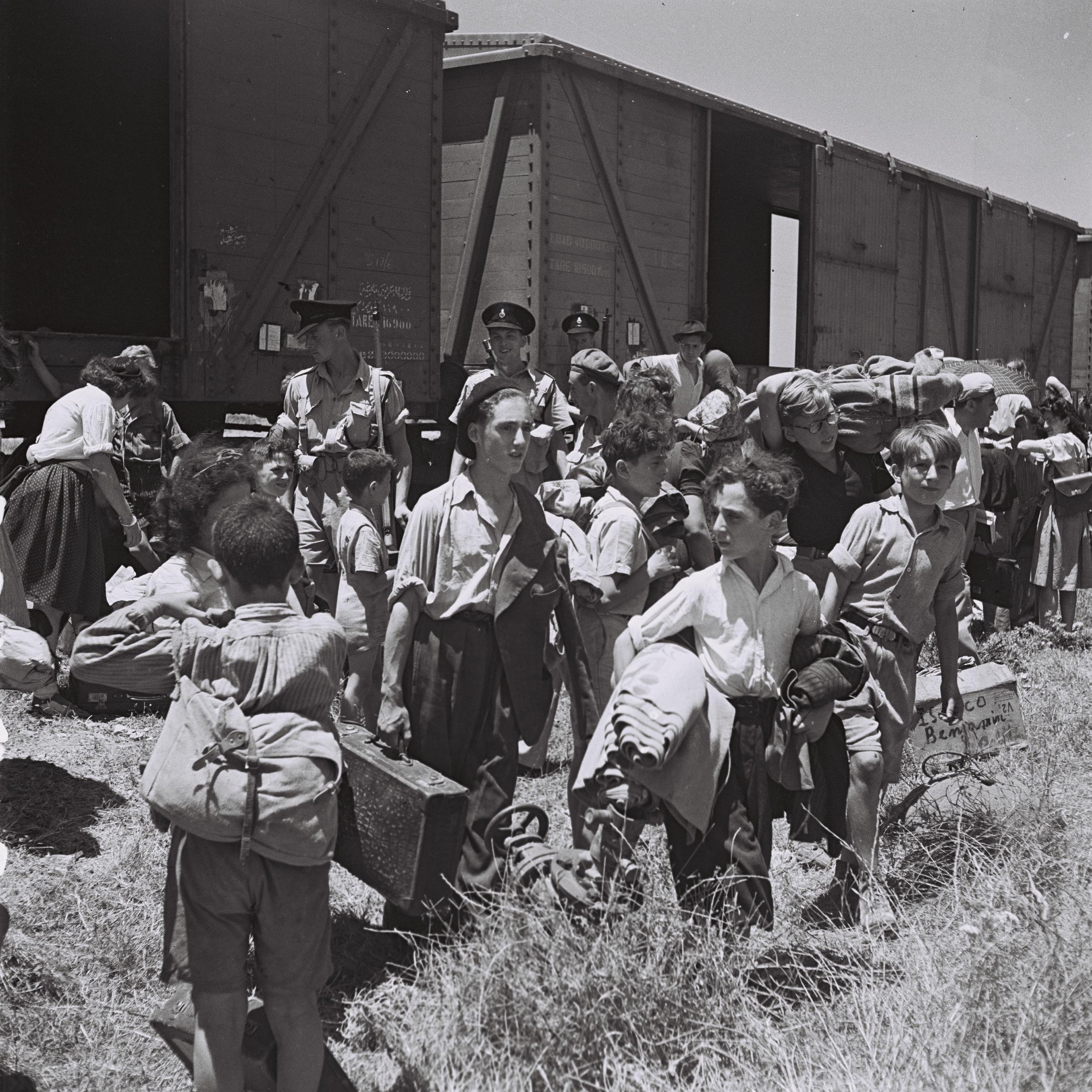
Enfants ayant survécu à la Shoah, transportés en train jusqu'au camp de réfugiés d'Atlit, juillet 1945

« Le camp a continué à fonctionner après la Seconde Guerre mondiale » : certains survivants de la Shoah sont arrivés sur des embarcations jusqu’aux côtes d’Israël  et sont arrêtés par les forces de contrôle navales britanniques. « Ces personnes sont passées par des camps de concentration nazis, des camps de personnes déplacées en Europe puis ont fini dans le camp militaire anglais de détention d’Atlit pour quelques mois jusqu’à ce qu’elles puissent rentrer dans les quotas d’immigration. Certains détenus ont passé jusqu’à un an dans le camp de détention. Après la création de l’État d’Israël en 1948, le camp devint un grand centre d’accueil pour immigrants » . 
La raison du départ n’est pas claire pour les historiens : Benny Morris ne liste pas le village avec ceux qui se sont vidés de leur population ; la date et les moyens ne sont pas clairs non plus. Ilan Pappé estime que c’est le voisinage intimidant du centre d’entraînement de la Haganah qui aurait provoqué le départ de nombre d’Arabes ; ensuite, au cours de l’opération de nettoyage de Qisarya, Khirbat Al-Burj et Barrat Qisarya, qui eut lieu en un jour, le 15 février 1948.
Pendant quelques années, le site continue d’être utilisé à des fins de détention lors d’autres conflits, pour ensuite changer de destination. Il a fait partie des camp de concentration israélien, à la fois camps de prisonniers de guerre et camp de travail forcé au cours de la guerre israélo-arabe de 1948-1949. Le camp, no 792, ouvre en juillet 1948. La capacité du camp est portée à 2 900 prisonniers.
Le camp de prisonniers est ensuite converti en camp d’accueil de migrants juifs. Il accueille notamment des Juifs Yéménites de l’opération Tapis volant. Certains des enfants de ces Juifs dont l’immigration a été organisée par Israël ont été enlevés par l’État.

#### De nos jours
Atlit est déclaré conseil municipal en 1950 mais en 2004, il est intégré dans le conseil régional Hof Hacarmel comme plusieurs autres comités régionaux.
Un site archéologique sous-marin, Atlit Yam, est découvert en 1984 à quelques centaines de mètres de la côte.[réf. souhaitée]
En 1989, la prison d’Atlit a été utilisée pour les prisonniers palestiniens et libanais. Les quartiers de l'unité navale Shayetet 13 de la marine israélienne sont situés sur la base navale d'Atlit. En 2010, le Premier ministre israélien Benyamin Netanyahou visite la base pour saluer le commando qui a participé à l'abordage de la flottille pour Gaza.
Aujourd'hui[Quand ?] existe toujours à Atlit l'usine d'exploitation du sel de mer (Salt of the Earth) fondée par les émigrés juifs en 1921 et également une usine de produits chimiques plus récente,.
La partie de l'ancien camp de détention sert depuis 1987 de musée de l'immigration juive illégale (Ha'apala) débutée à la fin des années 1930, afin de renseigner les visiteurs sur l’histoire de l’immigration clandestine en Israël entre 1934 et 1948, en particulier l’immigration par bateaux qui a constitué l’essentiel de cette immigration.
Les vestiges des murailles de château Pélerin s'étendent aujourd'hui au nord de la ville. Depuis les années 2010, différentes campagne de fouilles sur le site du cimetière de Château-Pèlerin sont entreprises avec le soutien de l’Israel Antiquity Authorities, du Hof-Hacarmel regional council et le Centre français de recherches à Jérusalem (CFRJ),. Le centre d’entraînement des commandos marine des forces de défense d'Israël est installé à Atlit.
Chaque année, l'ONG Zochrot (Souvenir) organise la marche du retour réclamant que les terres reviennent aux Arabes palestiniens et en 2018, elle a lieu à Atlit, au nom des 174 habitants de ce village, chassés lors de la guerre qui a suivi la création de l'État d'Israël en 1948,. En 1998, les descendants des réfugiés venant d’Atlit sont estimés à 1 069 personnes ; il ne reste aucune maison arabe debout.

## Galerie

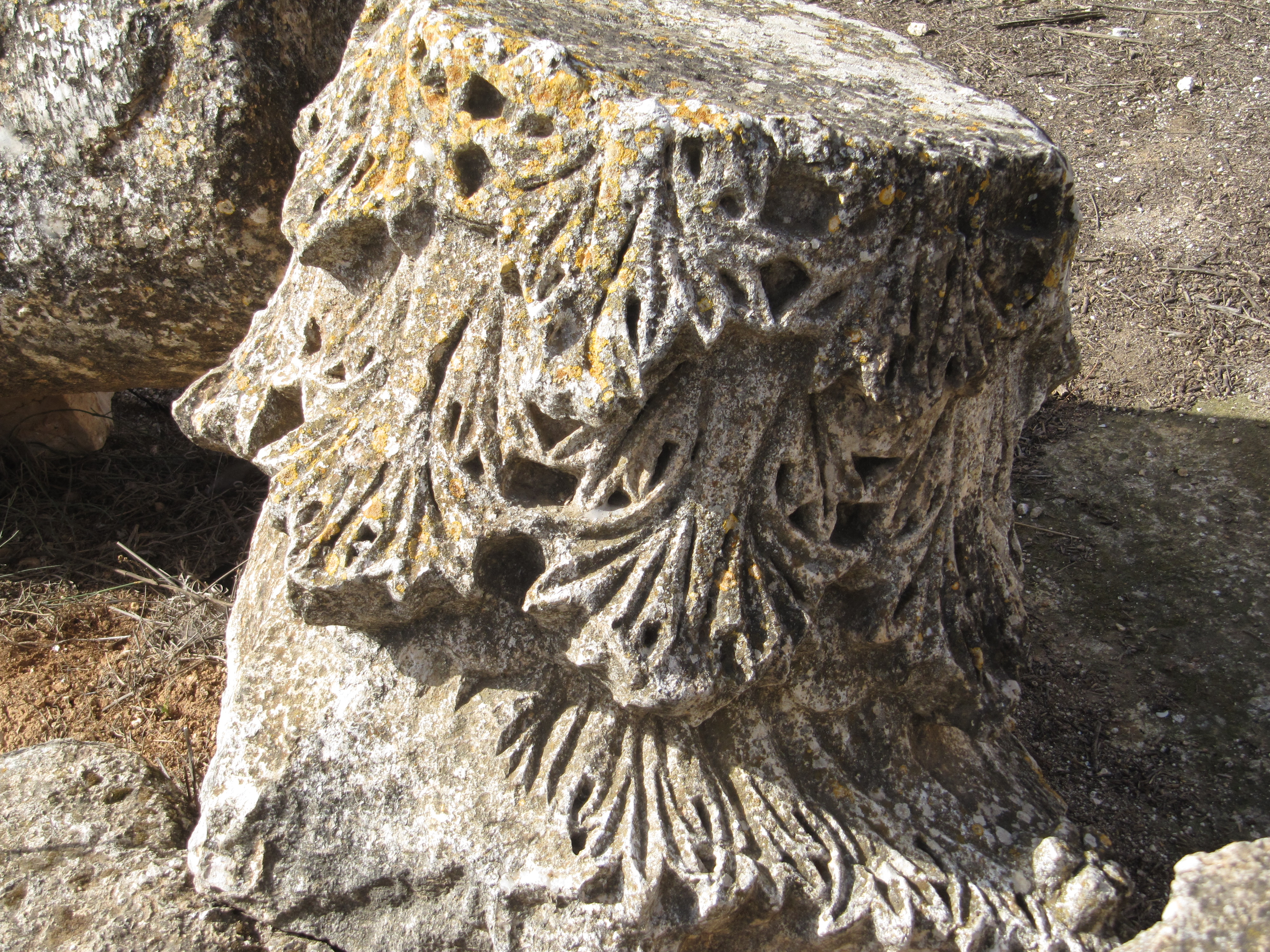
Vestige archéologique.
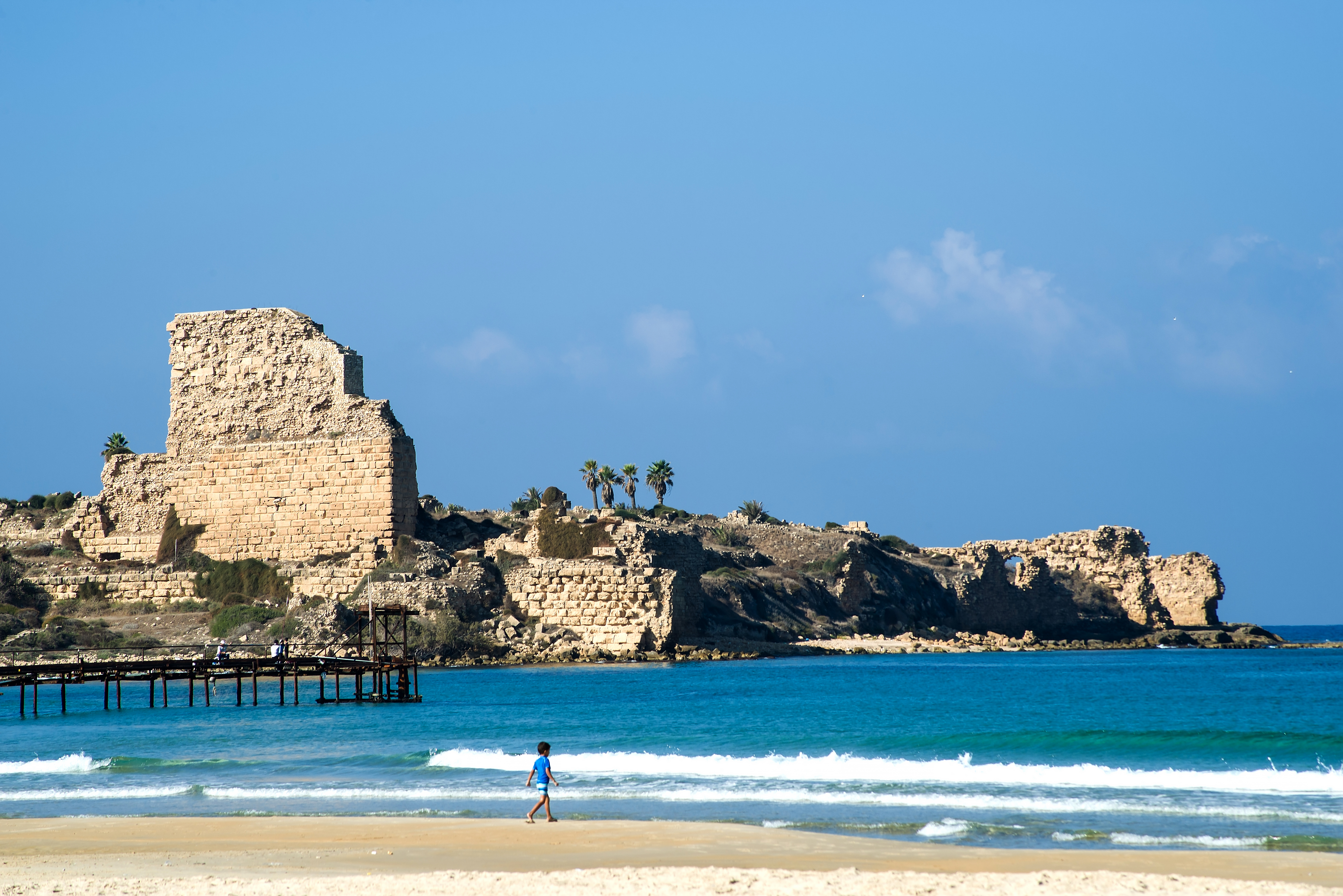
Ruines du château d'Atilt.
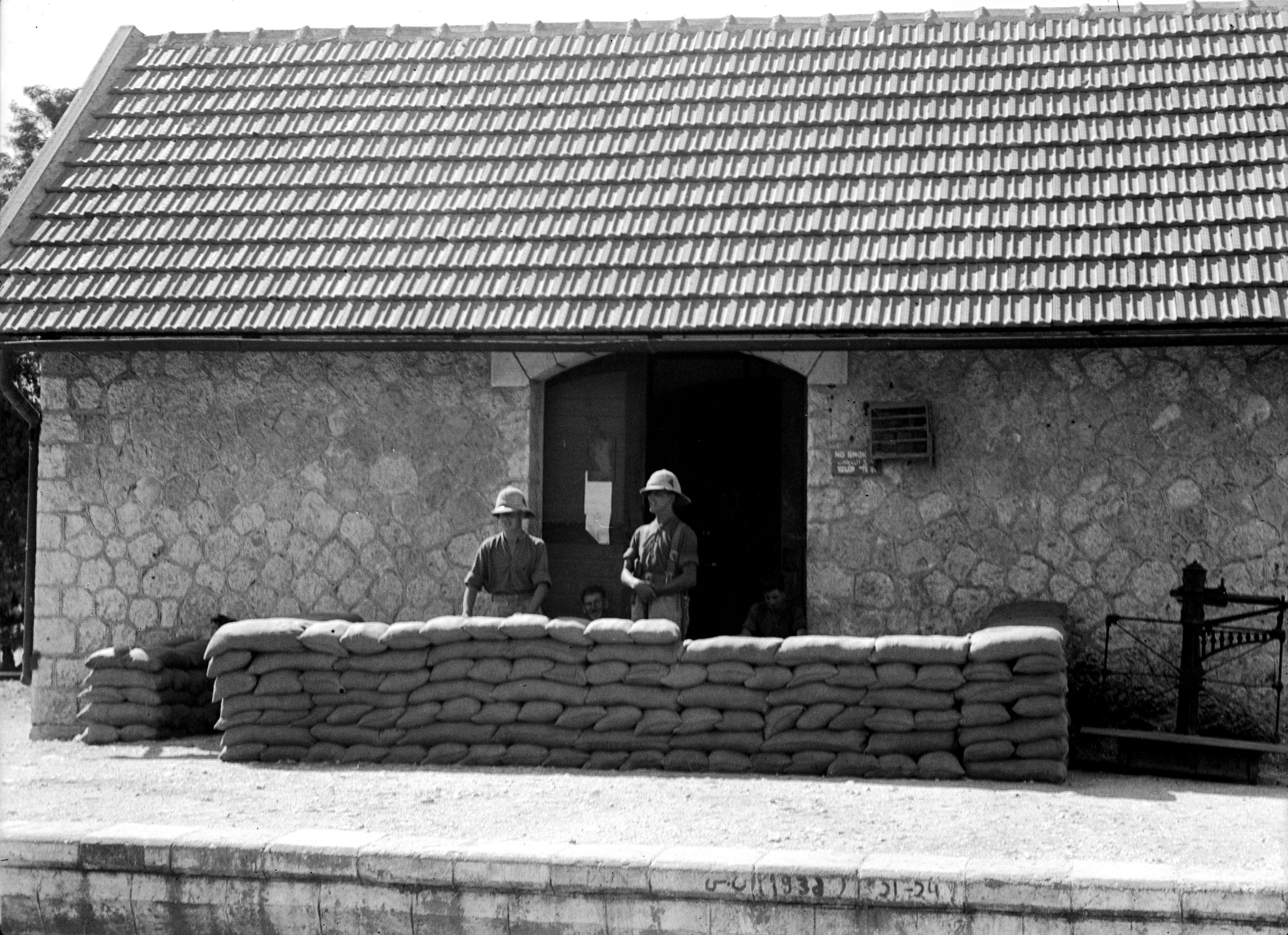
Sacs de sable et soldats britanniques devant la gare, 1936.
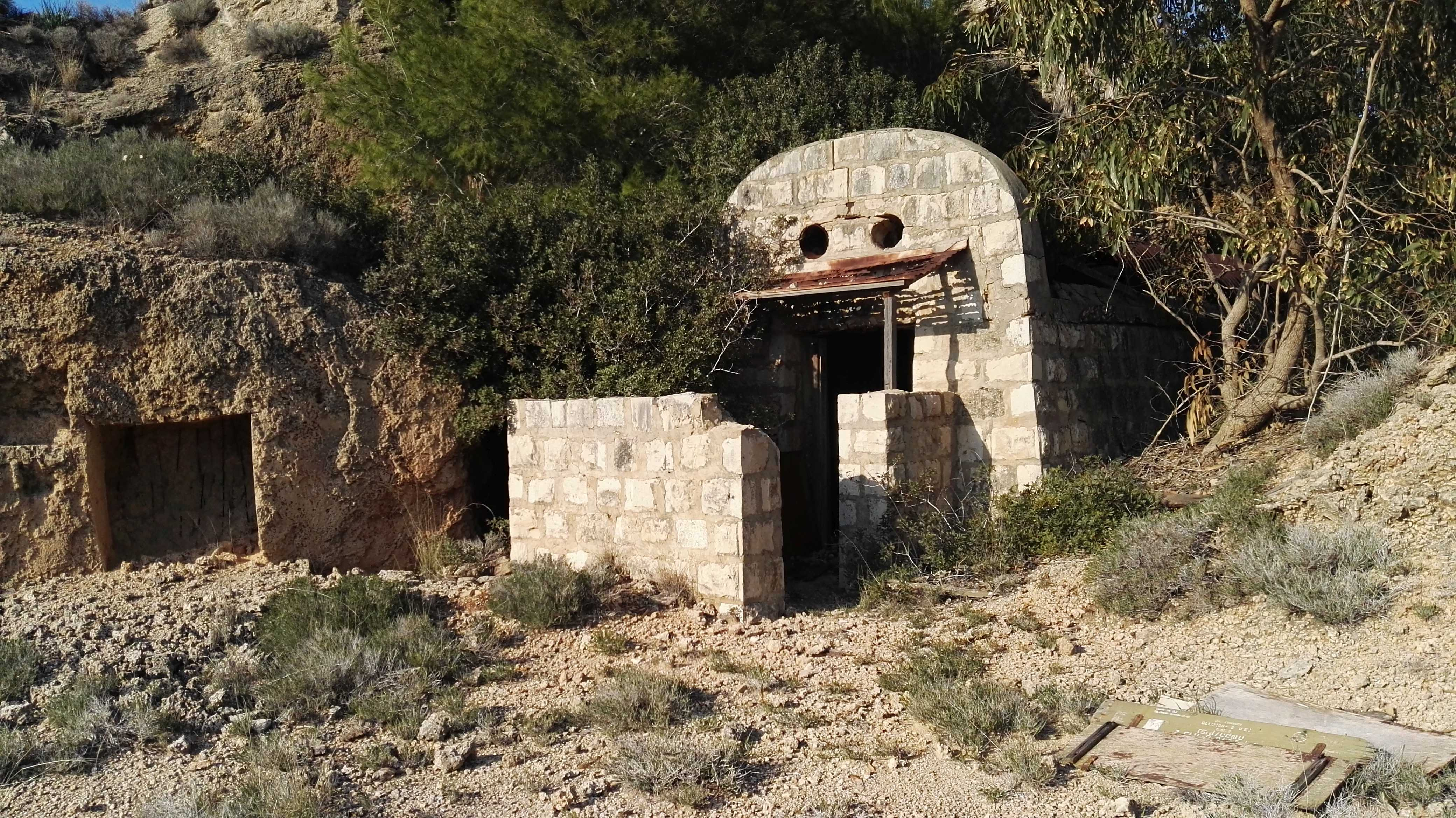
Bunker britannique.
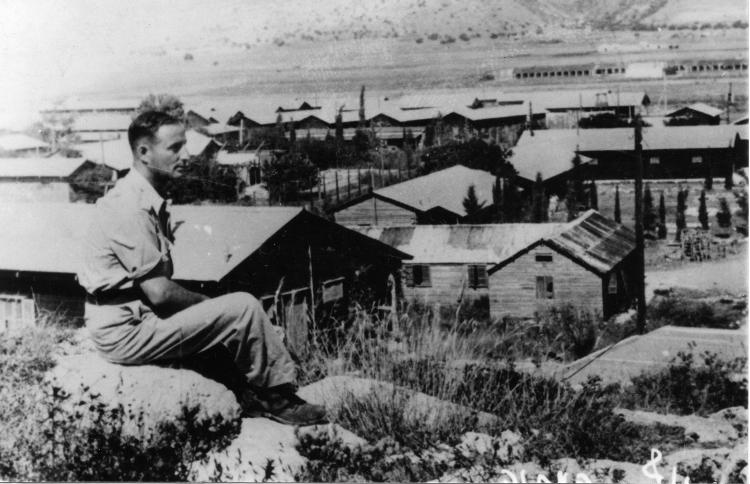
Vue du camp d'Atlit en 1946.
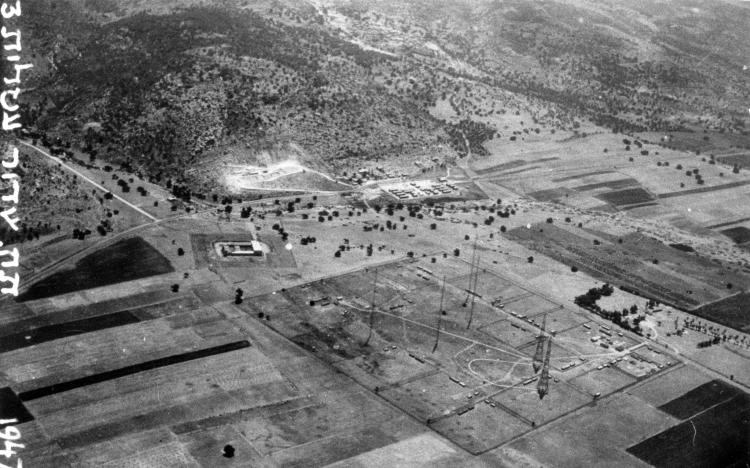
Camp de détention au-delà de la station de radiodiffusion, 1947.
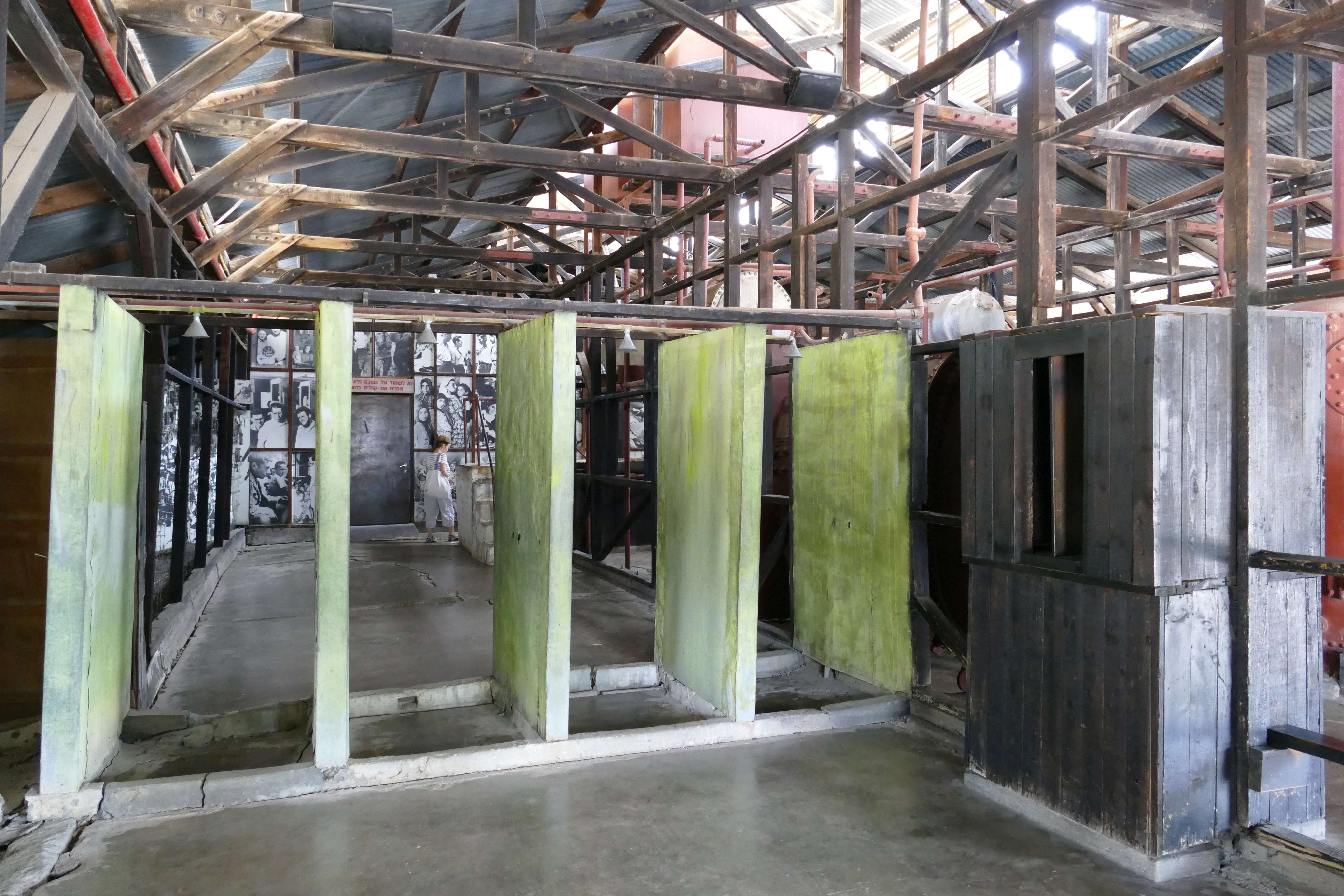
Intérieur du camp de détention.
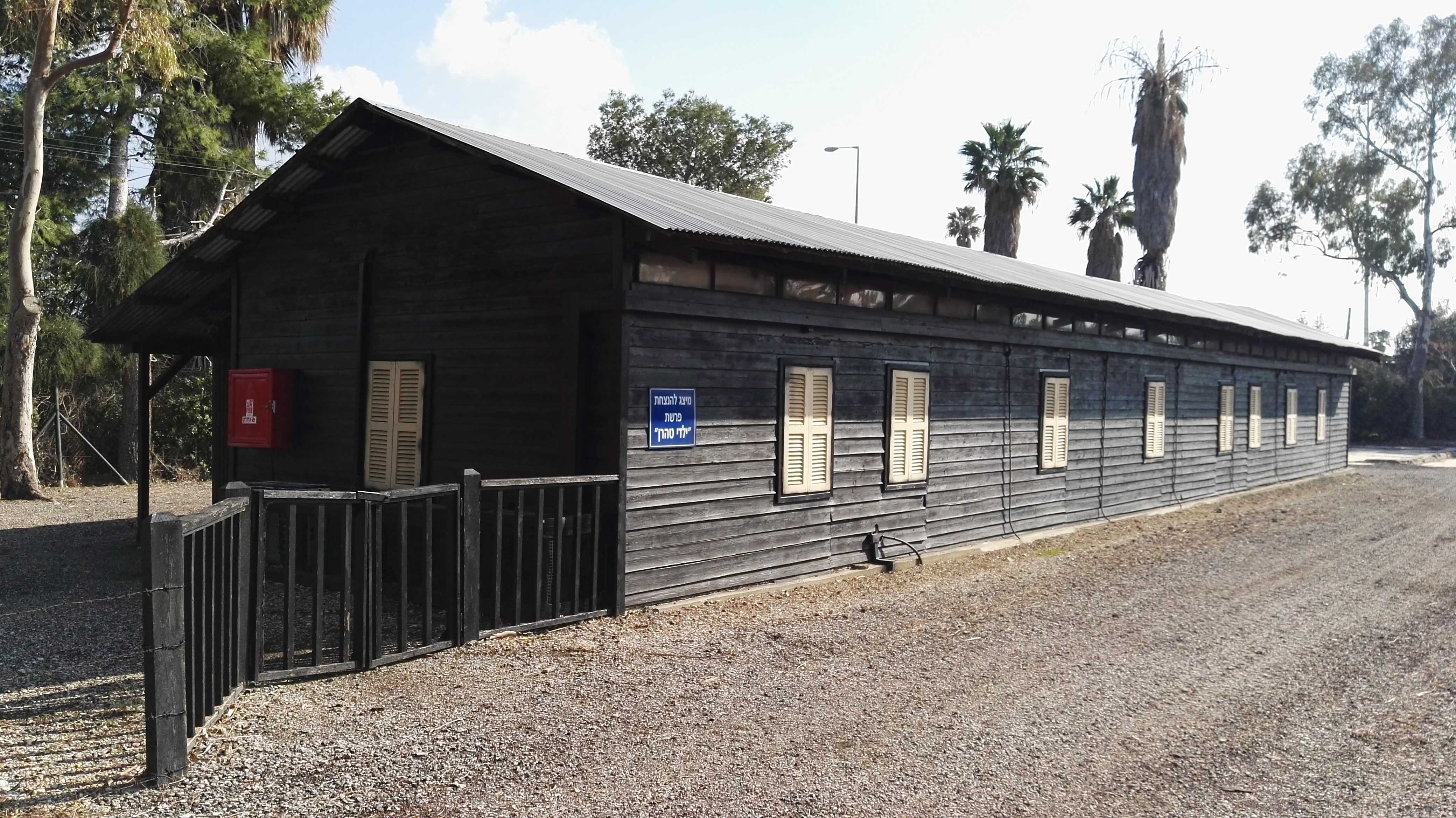
Ancienne baraque du camp de détention.
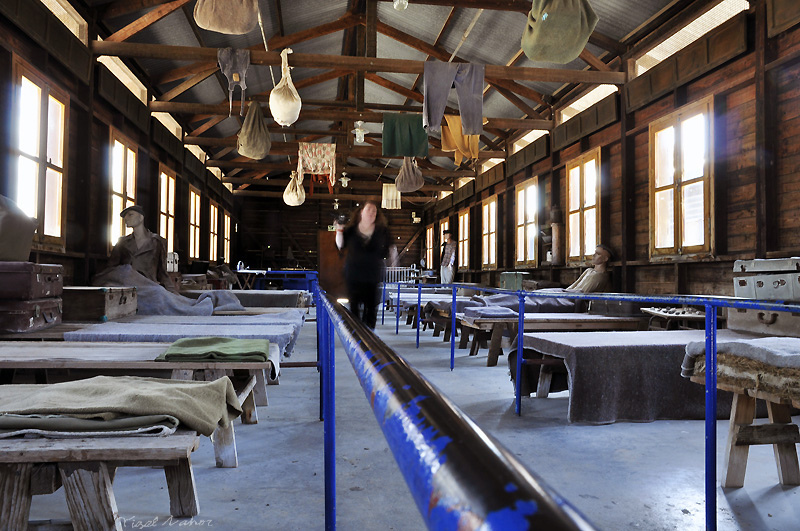
Dortoirs au camp de détention.
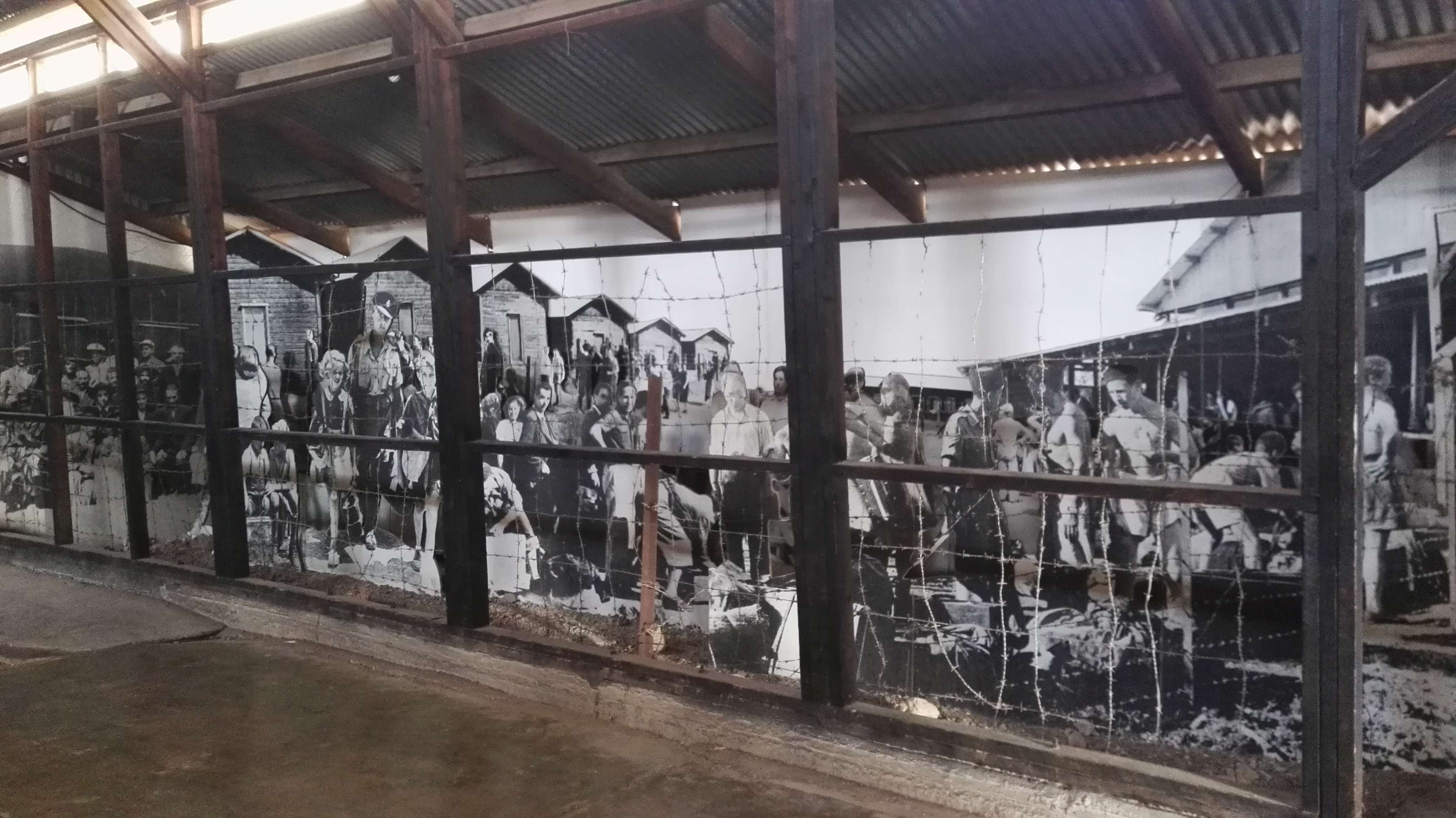
Partie historique du camp.
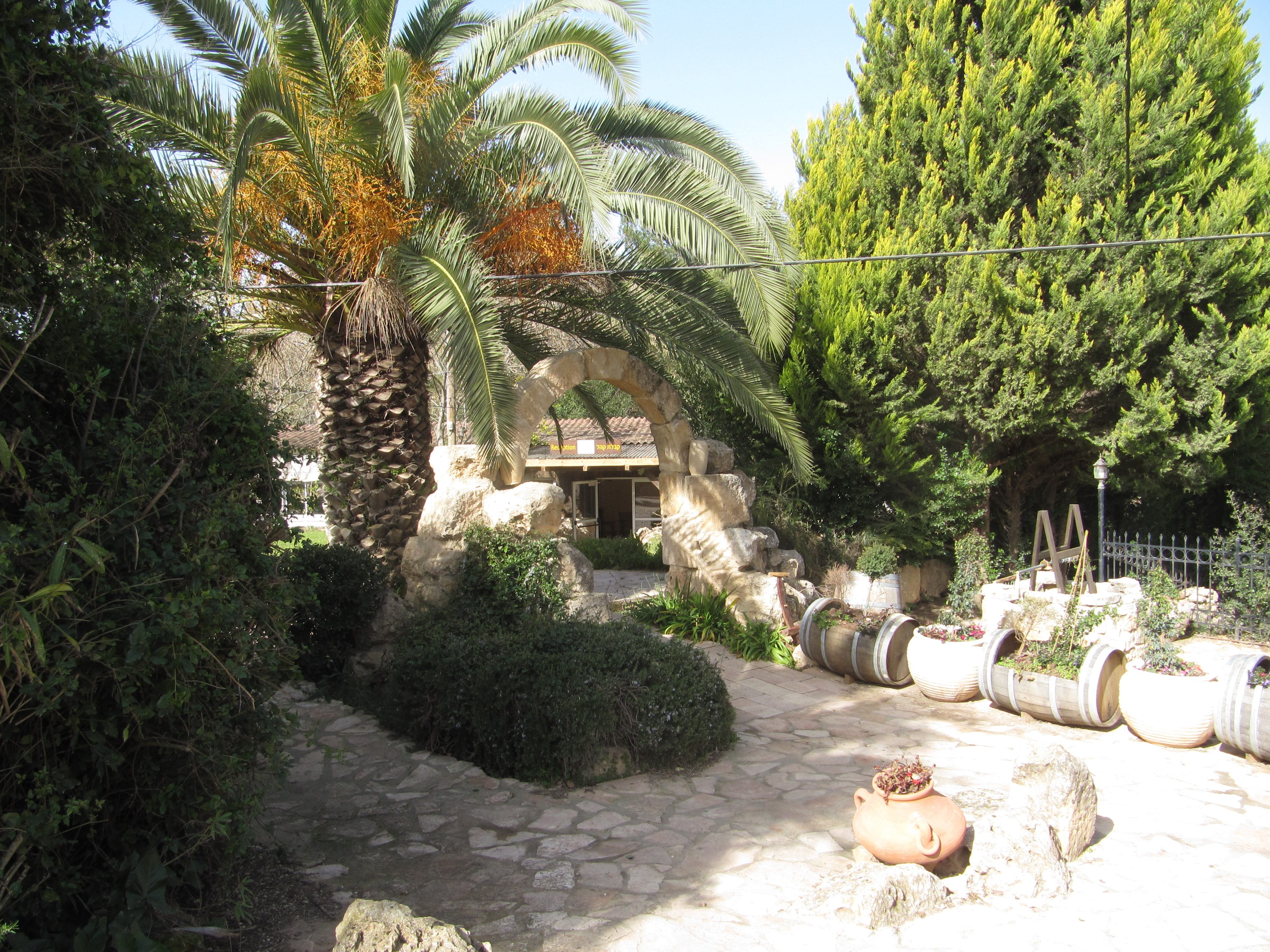
Partie extérieure du camp.
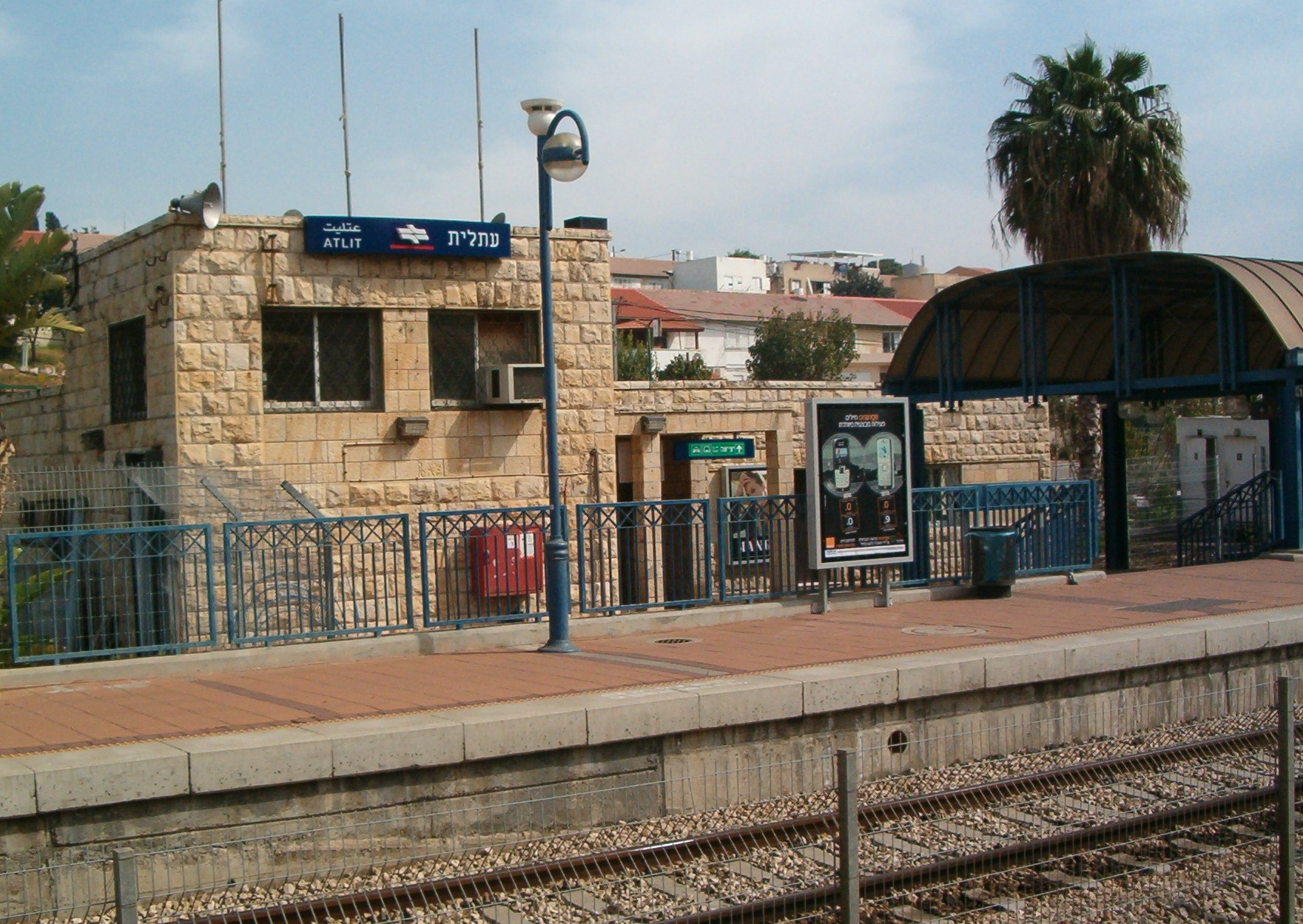
Gare d'Atlit.
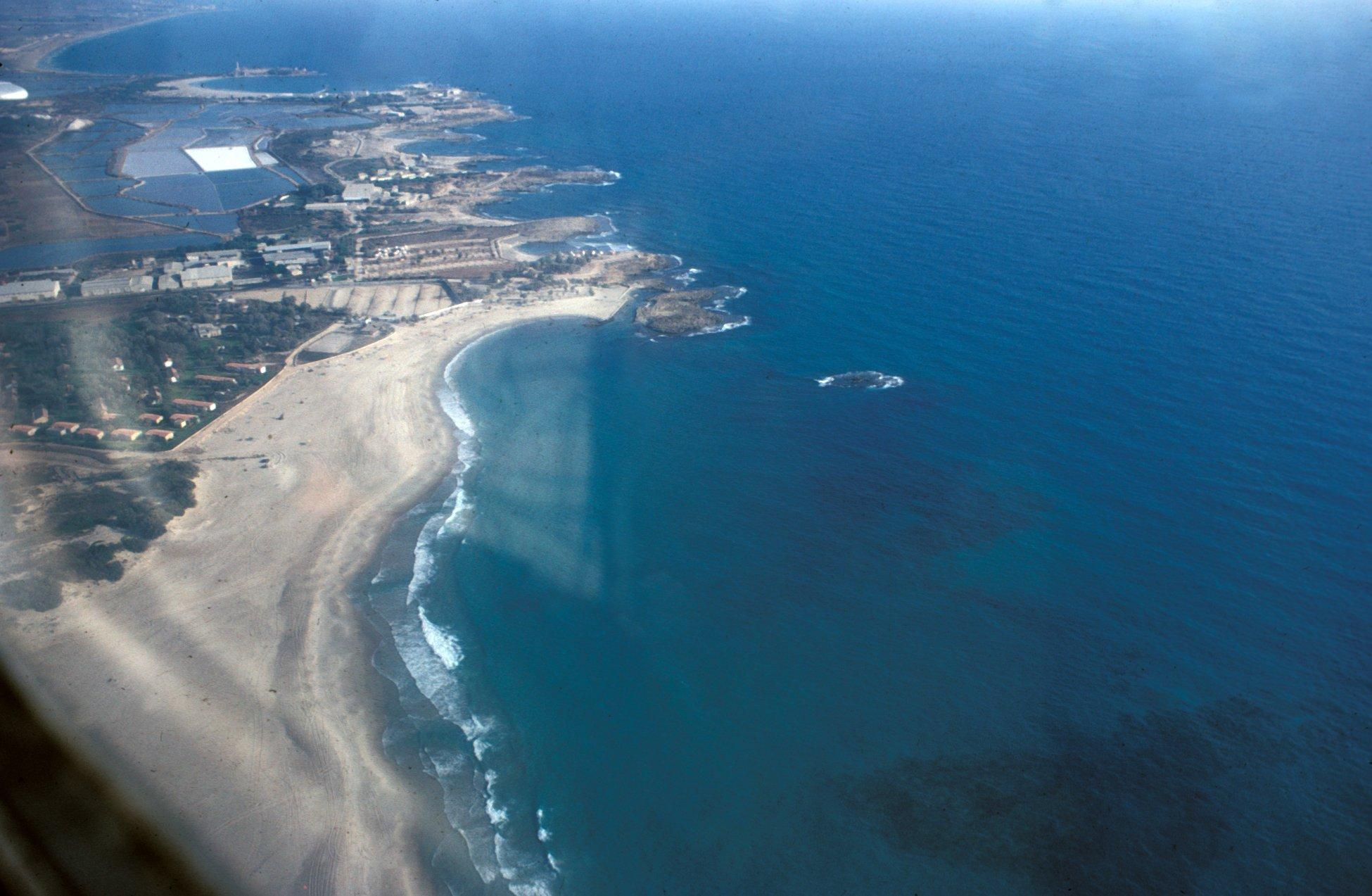
Baie de Newe Yam à Atlit.
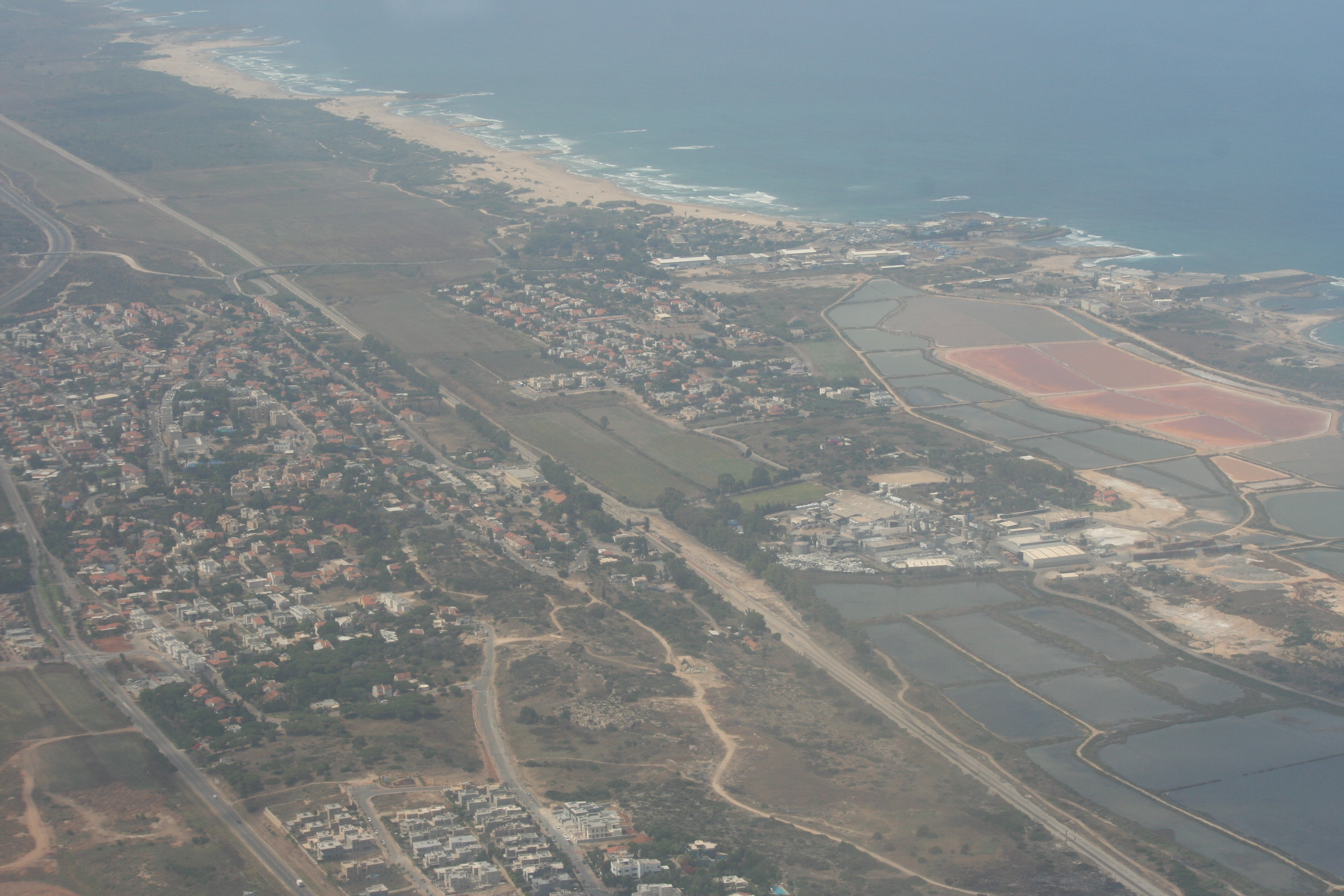
Vue aérienne d'Atlit en 2013.
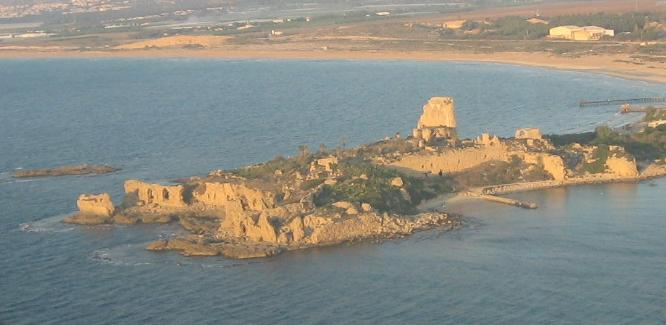
Ancienne forteresse des Croisés de Château Pèlerin, photographie de 2006.

## Jumelage
- Italie : Nardò